# Varicela (episodio de South Park)
«Varicela» («Chickenpox» como título original) es el décimo episodio de la segunda temporada de la serie animada South Park.

## Trama
Una pequeña epidemia de varicela llega al pueblo y dejando enfermos a Shelley (hermana de Stan) y también a Kenny. Las madres de los otros chicos deciden que sus hijos también deben enfermarse viendo que así la varicela es más fácil de tratar y se ponen de acuerdo en que ellos pasen la noche en casa de Kenny. Los chicos no se muestran entusiasmados ya que se sabe Kenny es pobre y no tiene las mejores condiciones adecuadas para que ellos pasen la noche con él. Los chicos pero sobre todo Cartman (dedicándole a Kenny la canción In the Ghetto) se muestran aún más desdichados luego que la cena fuese un waffle frío sin ningún tipo de acompañamiento. Al día siguiente Stan y Cartman se enferman excepto Kyle. Sin embargo, la varicela de Stan empeora lo que hace que lo lleven al hospital junto con su hermana.
Por otra parte Sheila Broflovski, madre de Kyle, descubre que su esposo Gerald y Stuart, el padre de Kenny fueron amigos años atrás decide que los dos se reconcilien en un viaje de pesca. No obstante el viaje no sale como se espera y Stuart y Gerald termina peleando ya que Stuart nunca aceptó el haber desperdiciado su vida y no llegar a ser un profesional como Gerald y este por su parte ve cómo Stuart muestra celos por no tener el mismo éxito que Gerald tanto que este le da un discurso a su hijo Kyle que el tener pobres como los McCormick mantenía el equilibrio en la sociedad capitalista, lo que hace que Gerald los llame "Sociedad de los dioses y los terrenales". Las palabras de Kyle conllevan a que el niño luche en favor de los pobres para que el mundo sea un lugar mejor, lo que hace reflexionar a Gerald el alcance cruel de sus palabras.
Stan luego de escuchar a los padres las verdaderas intenciones por las que ellos querían que los niños tuviesen varicela huye del hospital y junto con sus amigos deciden vengarse. Cuando los padres inician una búsqueda frenética, los chicos por medio de Chef contactan la Vieja Frida, una prostituta local y le pagan para que esta los contagie del herpes que esta tiene en la boca. La prostituta entra a las casas y lame, toca y se mete cosas de los padres para poder contagiarlos. Los chicos vuelven al hospital y Kyle finalmente se enferma.
Todos terminan en el hospital; los chicos a causa de la varicela y los adultos a causa del herpes (incluyendo a la Sra. Cartman quien dice tener el herpes en otra parte) y estos últimos aceptan su error y la venganza cometida por sus hijos. Además Stuart y Gerald se reconcilian.

## Muerte de Kenny
Muere de varicela en el hospital al final del episodio.